# Liste der Biografien/Adu
Liste der Biografien |
Portal Biografien |
Personensuche
# |
A |
B |
C |
D |
E |
F |
G |
H |
I |
J |
K |
L |
M |
N |
O |
P |
Q |
R |
S |
T |
U |
V |
W |
X |
Y |
Z |
?
 
Aa |
Ab |
Ac |
Ad |
Ae |
Af |
Ag |
Ah |
Ai |
Aj |
Ak |
Al |
Am |
An |
Ao |
Ap |
Aq |
Ar |
As |
At |
Au |
Av |
Aw |
Ax |
Ay |
Az
 
Ada |
Adc |
Add |
Ade |
Adg |
Adh |
Adi |
Adj |
Adk |
Adl |
Adm |
Adn |
Ado |
Adr |
Ads |
Adt |
Adu |
Adv |
Adw |
Ady |
Adz
Die Liste der Biografien führt alle Personen auf, die in der deutschsprachigen Wikipedia einen Artikel haben. Dieses ist eine Teilliste mit 29 Einträgen von Personen, deren Namen mit den Buchstaben „Adu“ beginnt.

## Adu
- Adu Ababio II. (1931–2007), ghanaischer Ankobeahene von Amanokrom
- Adu, Dennis (* 1987), ukrainischer Jazzmusiker (Trompete, Komposition)
- Adu, Enoch Kofi (* 1990), ghanaischer Fußballspieler
- Adu, Freddy (* 1989), US-amerikanischer Fußballspieler
- Adu, Gibson (* 2008), deutscher Fußballspieler
- Adu, Marvin (* 1987), deutscher Basketballspieler
- Adu, Prince Kwabena (* 2003), ghanaischer Fußballspieler
- Adu, Sade (* 1959), nigerianisch-britische Soul-SängerinSade Adu (* 1959)

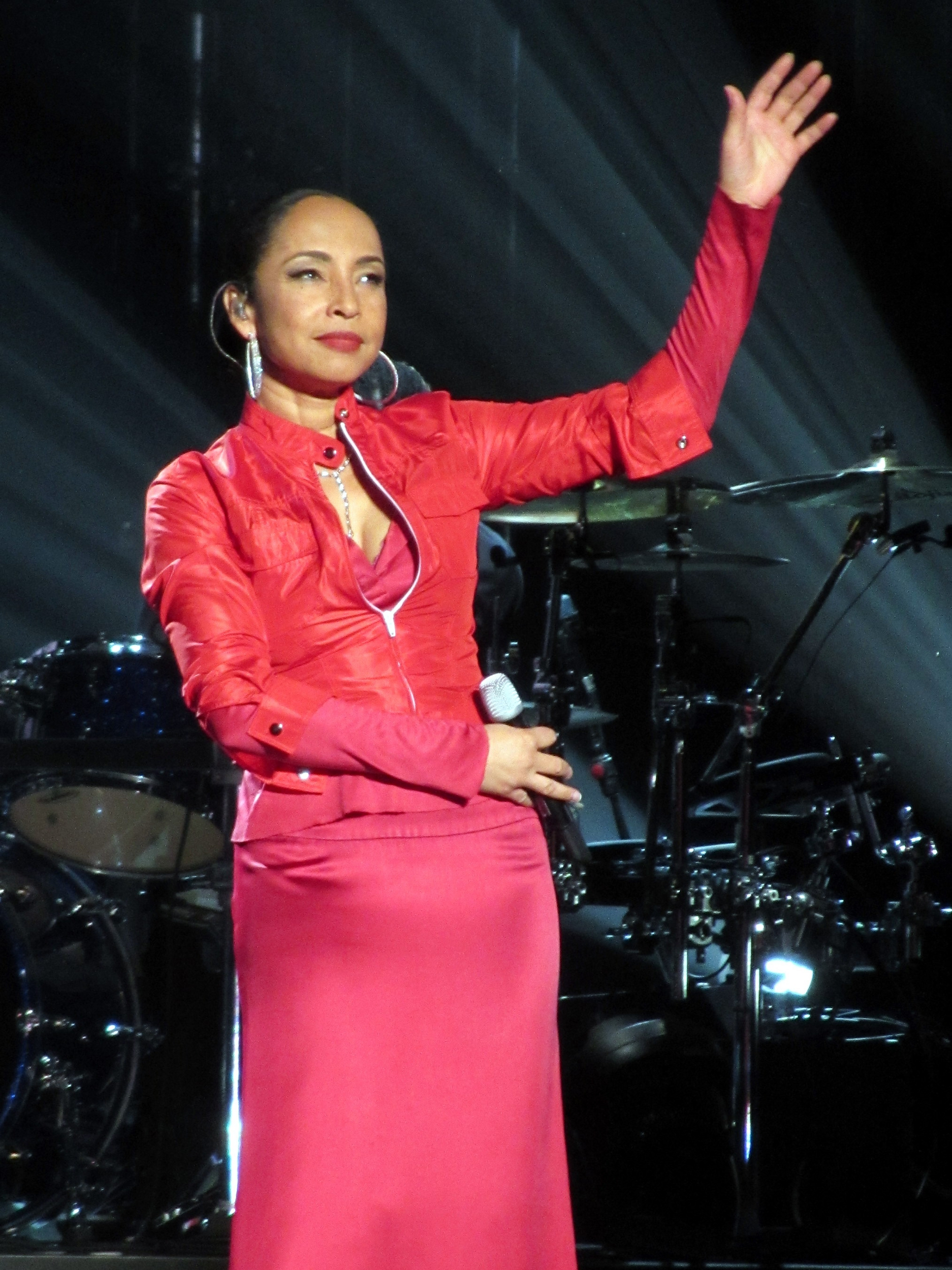
Sade Adu (* 1959)

- Adu-Gyamfi, Joana (* 1973), deutsche Schauspielerin

### Adua
- Aduatz, Friedrich (1907–1994), österreichischer Maler und Graphiker
- Aduatz, Gustav (1908–1991), österreichischer Architekt
- Aduatz, Wilhelm (1916–1978), österreichischer Architekt

### Adub
- Aduba, Uzo (* 1981), US-amerikanische Schauspielerin

### Aduc
- Aducco, Giuseppe (1834–1893), italienischer Violinist, Klarinettist, Komponist, Musikpädagoge und Kapellmeister

### Adud
- Adud ad-Daula (936–983), buyidischer Herrscher
- ʿAdud ad-Dīn al-Īdschī († 1355), schafiitischer Rechtsgelehrter und aschʿaritischer Mutakallim

### Adug
- Adugna, Magdalena (* 1987), äthiopisch-deutsche Filmemacherin und Musikerin

### Aduj
- Adujew, Amir Adamowitsch (* 1999), russisch-französischer Fußballspieler

### Adul
- Adul Lahsoh (* 1986), thailändischer Fußballspieler
- Adul Luekijna (* 1974), thailändischer Fußballtrainer
- Adul Muensamaan (* 1981), thailändischer Fußballspieler
- Adule, Charity Ogbenyealu (* 1993), nigerianische Fußballspielerin

### Adun
- Adun Adundetcharat (1894–1969), thailändischer Politiker und General
- Adunka, Evelyn (* 1965), österreichische Historikerin und Publizistin
- Adunlikhit Saengdaeng (* 2000), thailändischer Fußballspieler

### Aduo
- Aduobe, Godfried (* 1975), ghanaischer Fußballspieler

### Adur
- Adurens, Márcio Luiz (* 1981), brasilianischer Fußballspieler
- Aduriz, Aritz (* 1981), spanischer Fußballspieler

### Adut
- Adut Yuang, Simon († 2018), südsudanesischer anglikanischer Bischof